# Terre della steppa di granito di Buh
Le terre della steppa di granito di Buh (in ucraino Грані́тно-степове́ Побу́жжя?, Hranitno-stepove Pobužžja, in russo Гранитно-степное Побужье?, Granitno-stepnoe Pobuž'e) sono un'area naturale protetta di 7394,3 ettari dell'Ucraina sud-occidentale, istituita nel 1994 nell'oblast' di Mykolaïv.
Il parco comprende al suo interno la valle del fiume Bug Orientale, e si estende per circa 70 km tra le città di Pervomajs'k e Oleksandrivka. Nel 2008 entrò a far parte delle Sette meraviglie naturali dell'Ucraina.

## Territorio
Il parco si trova all'estremità meridionale dello scudo ucraino, nel tratto nel quale il fiume Buh taglia l'altipiano formando un territorio ricco di cascate. Sulle sponde rocciose sono evidenti gli strati di roccia ignea che rivelano una massiccia presenza di granito.
Le terre della steppa di granito di Buh rappresentano lo sperone residuo delle antiche montagne che un tempo si estendevano per 1000 km da nord-ovest a sud-est, dalla catena montuosa Slovechansk-Ovruch all'altopiano del vicino Azov. Come risultato del processo di erosione, rimane oggi solo la base di quei monti.

## Ambiente
Il suolo è composto al 95% di Černozëm, facendo sì che il territorio pressoché pianeggiante sia coperto da boschi e da prati tipici delle aree di golena. I versanti della valle hanno conservato parti della steppa rocciosa (petrofit), gli avanzi delle steppe erbose delle graminacee e delle steppe ricche di arbusti.
Sul territorio del parco crescono circa 900 specie di piante, di cui 26 elencate nel Libro rosso dell'Ucraina. Il parco è abitato da 9000 specie di insetti (56 sono nel Libro Rosso) e circa 300 specie di animali vertebrati (46 nel Libro Rosso).